# Бирманский путь к социализму

Флаг Партии бирманской социалистической программы.

Бирманский путь к социализму (бирм. မြန်မာ့နည်းမြန်မာ့ဟန် ဆိုရှယ်လစ်စနစ်; англ. Burmese Way to Socialism,  Burmese Road to Socialism) – программная политическая декларация Революционного совета Бирмы, опубликованная 28 апреля 1962 года, через неполных два месяца после переворота 2 марта 1962 года, с подзаголовком  «К социализму нашим собственным бирманским способом» (англ. Towards socialism in our own burmese way). Документ был распространён департаментом информации Революционного совета на бирманском и английском языках и впоследствии был переведён на некоторые другие языки мира.
В декларации говорилось, что человек не освободится от социального зла, пока существуют «эксплуататорские экономические системы», а «голодный желудок не способствует моральному здоровью». Революционный совет провозглашал первоочередными целями национализацию и создание плановой социалистической экономики, утверждал, что парламентская система себя в Бирме не оправдала, видел лучшей государственной моделью народное самоуправление под руководством правящей партии и ослабление бюрократии.
Декларация стала программой правящей Партии бирманской социалистической программы, основанной 4 июля 1962 года. В январе 1963 года своеобразным дополнением к декларации стал документ «Система отношений человека с окружающей средой», излагавший философские основы бирманского социализма.

## Содержание Декларации
Политическая декларация состояла из 28 пунктов, в равном количестве сосредоточенных в двух частях: не озаглавленном изложении воззрений и принципов Революционного совета и непосредственно «Программе перехода к социализму» (англ. Programme For Transition To Socialism).
Первая часть декларации состояла из 14 пунктов, сгруппированных в три раздела:
- «Наша Вера» (англ. Our Belief),
- «Основные принципы нашей политики» (англ. Fundamentals of our Policy)
- «Социалистическая экономика» (англ. Socialist Economy).

Программа перехода к социализму также состояла из 14 пунктов, сгруппированных в 8 разделов:
- «Переориентация представлений» (англ. Reorientation of views),
- «Административный аппарат» (англ. Administrative machinery),
- «Оборона» (англ. Defence Services)
- «Экономика» (англ. Economy),
- «Национальный вопрос» (англ. The question of nationalities),
- «Социальные службы» (англ. Social Service),
- «Организационный переход» (англ. Organizational march)
- «Ответственность людей» (англ. Responsibility of the people)

### I. Воззрения и принципы Революционного совета
Первый раздел - «Наша вера»:
РЕВОЛЮЦИОННЫЙ СОВЕТ БИРМАНСКОГО СОЮЗА  считает, что человек не освободится от социального зла, пока существуют пагубные экономические системы, при которых человек эксплуатирует человека и живёт за счёт такого присвоения. Совет полагает, что это возможно только тогда, когда придёт конец эксплуатации человека человеком и будет установлена социалистическая экономика, основанная на справедливости; только тогда все люди, независимо от расы или религии, будут освобождены от всего социального зла и смогут не тревожится более о еде, одежде и жилье, как и о своей неспособности сопротивляться злу, ибо, как гласит бирманская поговорка, голодный желудок не способствует моральному здоровью; стадия изобилия в социальном развитии может быть достигнута только тогда, когда все люди будут счастливы и здоровы умом и телом. 
Подтверждая таким образом свою веру, Революционный совет полон решимости непоколебимо следовать рука об руку с народом Бирманского Союза к цели социализма.

#### Основы политики
Революционный совет заявлял, что объективно изучит реалии и природные условия Бирмы и на основе полученных данных разработает пути достижения прогресса (п. 2). Совет будет самосовершенствоваться путём самокритики и бдительно следить за соблюдением правовых норм (п. 3). При любых ситуациях и трудностях Совет будет бороться за движение вперёд, храня верность основным интересам нации (п. 4). Совет обещал приложить все усилия для поиска путей и средств для разработки и реализации практических программ по повышению благосостояния нации. При этом он намеревался критически оценивать, изучать и использовать любые прогрессивные идеи, теории и опыт, как зарубежные, так и появившиеся внутри страны (п. 5).

#### Социалистическая экономика.
В третьем разделе Декларации «Социалистическая экономика» давалось её определение
6. Фундаментальное понятие социалистической экономики – всеобщее участие  в труде на общее благо и планированное распределение полученных результатов труда среди всех. Социалистическая экономика стремится к основанию нового общества, экономически безопасного и нравственно усовершенствованного, к жизни в мире и процветании.
Социалистическая экономика противостоит экономическим системам эксплуатации человека человеком, в которых мотивацией являются личный интерес и карьеризм (п. 7). Она служит не личным интересам узкой группы, организации, класса, или партии, а планирует экономику с единственной целью максимально удовлетворить материальные, духовные и культурные потребности нации в целом (п. 8). «Социалистическая экономика — планируемое пропорциональное развитие всех национальных производительных сил» (англ. 9. Socialist economy is the planned, proportional development of all the national productive forces). Планирование осуществляется для достижения общего достатка и изобилия товаров, повышения уровня жизни и расширения производства, решения проблемы безработицы и гарантий продовольственной безопасности для каждого человека (п. 9). Для реализации планирования необходимо национализировать сельскохозяйственное и индустриальное производство, сферу распределения, транспорт, коммуникации, внешнюю торговлю и т. д. Национализированные средства производства будут принадлежать государственным или смешанным компаниям, либо трудовым коллективам.
«Государственная собственность составит главную основу социалистической экономики. Государственная собственность означает право собственности непосредственно всей нации, тогда как кооперативная собственность или собственность коллективов означает собственность групп в соответствии с их интересами»  (англ.  State ownership forms the  main basis of socialist economy. State ownership means  ownership by the whole nation itself, whereas ownership  by co-operatives or collectives means group-ownership by  respective concerns).
Каждый человек будет трудиться в соответствии со своими способностями и получать вознаграждение в соответствии с количеством и качеством своего труда (п. 11). Революционный совет заявлял, что эгалитаризм при бирманском социализме невозможен, так как, к примеру, мужчина не равен женщине и т. д., но разница между доходами при этом должна быть разумной (п. 12).

#### Социалистическое государство и парламентская демократия.
«Для строительства социалистической экономики будет основано социалистическое демократическое государство»  (англ.  A socialist democratic state will be constituted to build up a successful socialist economy), призванное охранять социалистическую экономику. Авангардом и хранителем государства станут крестьяне и рабочие, а также средние слои общества, при условии их честности и лояльности (п. 13).
Первая часть Декларации завершалась критикой парламентской демократии. Революционный совет отмечал, что эта форма демократии, называемая также «правлением народа», была утверждена в ходе британской, американской и французской антифеодальных революций и оказалась лучше в сравнении с предшествующими системами правления. Но со временем парламенты стали инструментом для обмана простого народа. В Бирме парламентская демократия также была испробована, в том числе и как средство социалистического развития, но оказалась несостоятельной из-за разногласий, злоупотреблений, отсутствия зрелого общественного мнения и т. д. С помощью парламентской демократии национальные социалистические цели не могут быть достигнуты, поэтому Революционный совет считает, что страна должна развиваться в соответствии со своими реалиями и переменами (п. 14).
В третьем разделе первой части Революционный совет давал своё определение понятию «производительные силы»:
«Производительные силы»  — собирательный термин для природных ресурсов, сырья, орудий производства, концентрации капитала, крестьян, рабочих, интеллигенции, технических работников, ноу-хау и опыта, навыков и пр.

### Программа перехода к социализму

#### Этические задачи
Вопреки основам марксизма, Революционный совет планировал начать построение социализма не с устранения экономических причин «эксплуатации человека человеком», а с изменения сознания бирманцев. Решению этой этической задачи был посвящён первый раздел Программы, озаглавленный «Переориентация представлений». В нём признавалась первостепенная необходимость устранения всех «ошибочных представлений» народа при построении социализма.  «Мошеннические методы, жажда наживы, стремление к легкой жизни, паразитизм, увиливание от работы и эгоизм должны быть уничтожены»  (англ.  Fraudulent practices, profit motive, easy living, parasitism, shirking and selfishness must be eradicated) — говорилось в пункте 15 Декларации. Власти намеревались обучить население зарабатывать на жизнь своим трудом и сделать этот труд престижным (п. 16). Предполагалось покончить с «ложной показной благотворительностью», «поддельным благочестием и лицемерной религиозностью»  (англ.  bogus piety and hypocritical religiosity), при этом поощряя искренние проявления традиционной национальной религиозности и морали. Революционный совет заявлял: «Мы обратимся к образованию, литературе, изящным искусствам, театру и кино, и т. д., чтобы привить понимание: служить интересам других нужно так же, как собственным» (англ.  We will resort to education, literature, fine arts, theatre and cinema, etc., to bring into vogue the concept that to serve others’ interests is to serve one's own, п. 17).

#### Бюрократия и армия
Существующая бюрократическая администрация объявлялась «камнем преткновения» на дороге к социализму. Её предполагалось заменить некими формами социалистического демократизма (п. 18). Силы обороны предполагалось развить в национальные вооружённые силы, которые встанут на защиту социалистической экономики (п. 19).

#### Экономика
Раздел «Экономика» возвращался к проблемам социалистического хозяйствования. В нём признавалось, что Бирманский Союз являлся «экономически отсталой сельскохозяйственной страной» и повторялся тезис о необходимости непрерывного планового развития производства. Сельское хозяйство предполагалось модернизировать в соответствии с природными ресурсами и возможностями страны, но пути модернизации никак не обозначались. Частным национальным предприятиям было разрешено вносить вклад в развитие страны, но «со справедливыми и разумными ограничениями» (п. 20). Владельцам частных предприятий, вносящих существенный вклад в благосостояние народа, было обещано достойное место в новом обществе (п. 21).

#### Национальный вопрос
Раздел «Национальный вопрос» был посвящён проблемам достижения полного национального единства Бирмы. Социалистическая экономика в будущем должна была гарантировать благосостояние каждой национальной группы и способствовать развитию нового патриотизма. Приводилась цитата из выступления национального героя Аун Сана на террасе пагоды Шведагон 20 января 1946 года: Аун Сан говорил, что нация — собирательный термин для народов, объединённых единой судьбой и общими интересами, несмотря на различия расы, религии и языка (п. 22).

#### Социальные службы
В разделе «Социальные службы» рассматривались вопросы образования, здравоохранения и культуры. Революционный совет утверждал, что существовавшая на тот момент в Бирме система образования была оторвана от реальной жизни и требовала реформирования. «Первенство в образовании будет отдано науке» (англ.  Science will be given precedence in education). Общее образование должно быть доступным всем в любом уголке страны, но высшее могли получать только те, кто проявит способности и должное трудолюбие (п. 23). Здравоохранение и культура должны расцвести пропорционально успехам социализма, «как лотос от изобилия воды»  (п. 24).

#### Организационная работа
В седьмом разделе программы Революционный совет заявлял, что на пути к цели социализма будет организационно опираться прежде всего на крестьян и других трудящихся, так как они составляют значительное большинство нации (п. 25). Поэтому на переходный период будут созданы классовые и массовые политические организации (п. 26). «Когда политическая организационная работа будет выполнена, люди получат социалистическое демократическое образование и демократическое обучение, которые гарантируют их сознательное участие» (англ.  When political organizational work is carried out socialist democratic education and democratic training will be given to the people so as to ensure their conscious participation.). Революционный совет выражал надежду, что в процессе преобразований возникнет аналог социалистического соревнования — «демократическое соревнование» (англ.  democratic competitions), которое стимулирует процессы построения социализма (п. 27).

#### Ответственность людей
Последний раздел Программы построения социализма и всей политической декларации состоял из одного пункта:
28. Революционный совет верит в людей и в их творческую силу. 

Революционный совет полагает, что люди,  активно осознавая свои обязанности и ответственность, будут играть в полной мере свою роль в этом национальном революционном прогрессивном движении и программе под руководством Революционного совета. 

Революционный совет  подтверждает и вновь заявляет, что это будет идти вперёд рука об руку с народом к цели социализма.
The Revolutionary Council believes that the people will, with an active awareness of their duties and responsibilities, play their part in full in this national revolutionary progressive movement and programme under the leadership of the Revolutionary Council.
.

## Реализация программы построения бирманского социализма и оценки декларации
Революционный совет приступил к выполнению своих планов в том же 1962 году. В июле советом была учреждена Партия бирманской социалистической программы, в 1963 году началась широкая национализация всех отраслей экономики, затем последовала кооперация сельского хозяйства. Но, несмотря на успехи в области образования и здравоохранения, создать процветающее социалистическое общество не удалось. Производство падало, рос дефицит товаров, процветал чёрный рынок и в начале 1970-х годов власти были вынуждены изменить экономическую политику. Однако до 1988 года Бирма формально продолжала строить социализм, а в 1974 году была принята конституция, провозглашавшая «социалистическое демократическое государство» уже построенным.
В Советском Союзе к политической декларации «Бирманский путь к социализму» отнеслись отстранённо, но в целом доброжелательно.  «Несомненно, что бирманский социализм, как он выражен в политической декларации, далёк от научного социализма. Однако уже то, что правительство отвергает капитализм и провозглашает строительство социализма непосредственной задачей, является фактом огромной важности» — писали советские авторы из журнала «Мировая экономика и международные отношения».
Уильям Макгован, автор книги «Бирманский ад», находил «Бирманский путь к социализму» наполненным суевериями ксенофобским документом, «жалким провалом» (англ. abject failure), превратившим одну из преуспевающих стран Азии в одну из самых бедных в мире.
Роберт Холмс считал основным положительным эффектом от реализации Декларации то, что Бирма сохранила политическую стабильность, и, в отличие от других стран Юго-Восточной Азии, не была втянута в Холодную войну.